# Kanadas damlandslag i innebandy
Kanadas damlandslag i innebandy representerar Kanada i innebandy på damsidan.

## Historik
Laget spelade sin första landskamp den 12 maj 2007, då man vid världsmästerskapet i Danmark förlorade med 2-11 mot Tyskland.

### Fotnoter
1. ↑  ”International Floorball Federation”. http://www.floorball.org/statistics.asp?lohko=1174295420. Läst 22 augusti 2011.